# 平間站
平間站（日语：／ Hirama eki */?）是一個位於神奈川縣川崎市中原區田尻町，屬於東日本旅客鐵道（JR東日本）南武線的鐵路車站。

## 結構

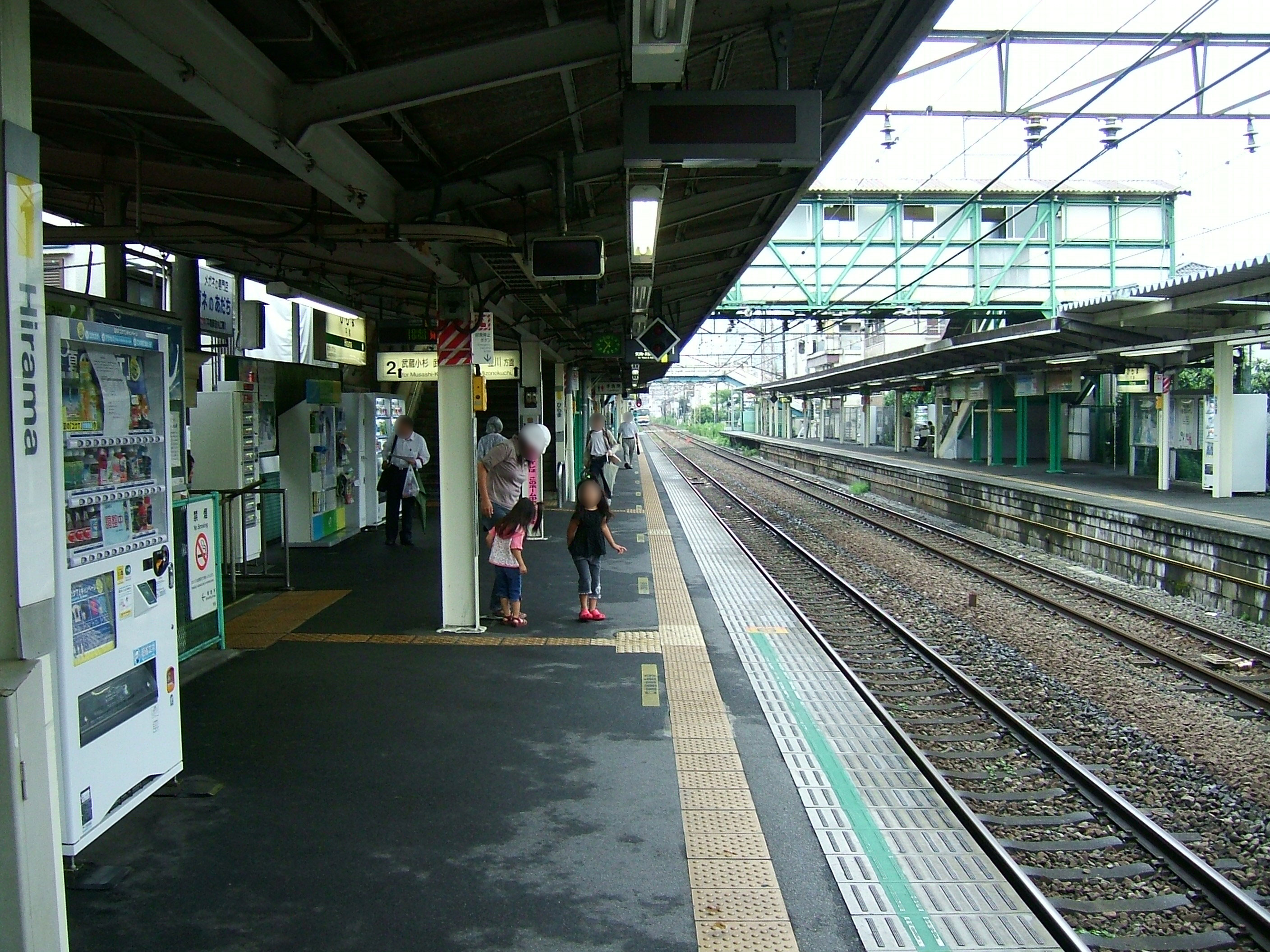
月台（2008年8月）

對向式月台2面2線的地面車站。上行月台的立川方向設有閘口，2個月台之間設有跨線橋。

### 月台配置
| 月台 | 路線   | 方向 | 目的地                               |
| ---- | ------ | ---- | ------------------------------------ |
| 1    | 南武線 | 上行 | 矢向、川崎方向                       |
| 2    | 南武線 | 下行 | 武藏小杉、武藏溝之口、登戶、立川方向 |

（來源：JR東日本:車站構內圖 （页面存档备份，存于））

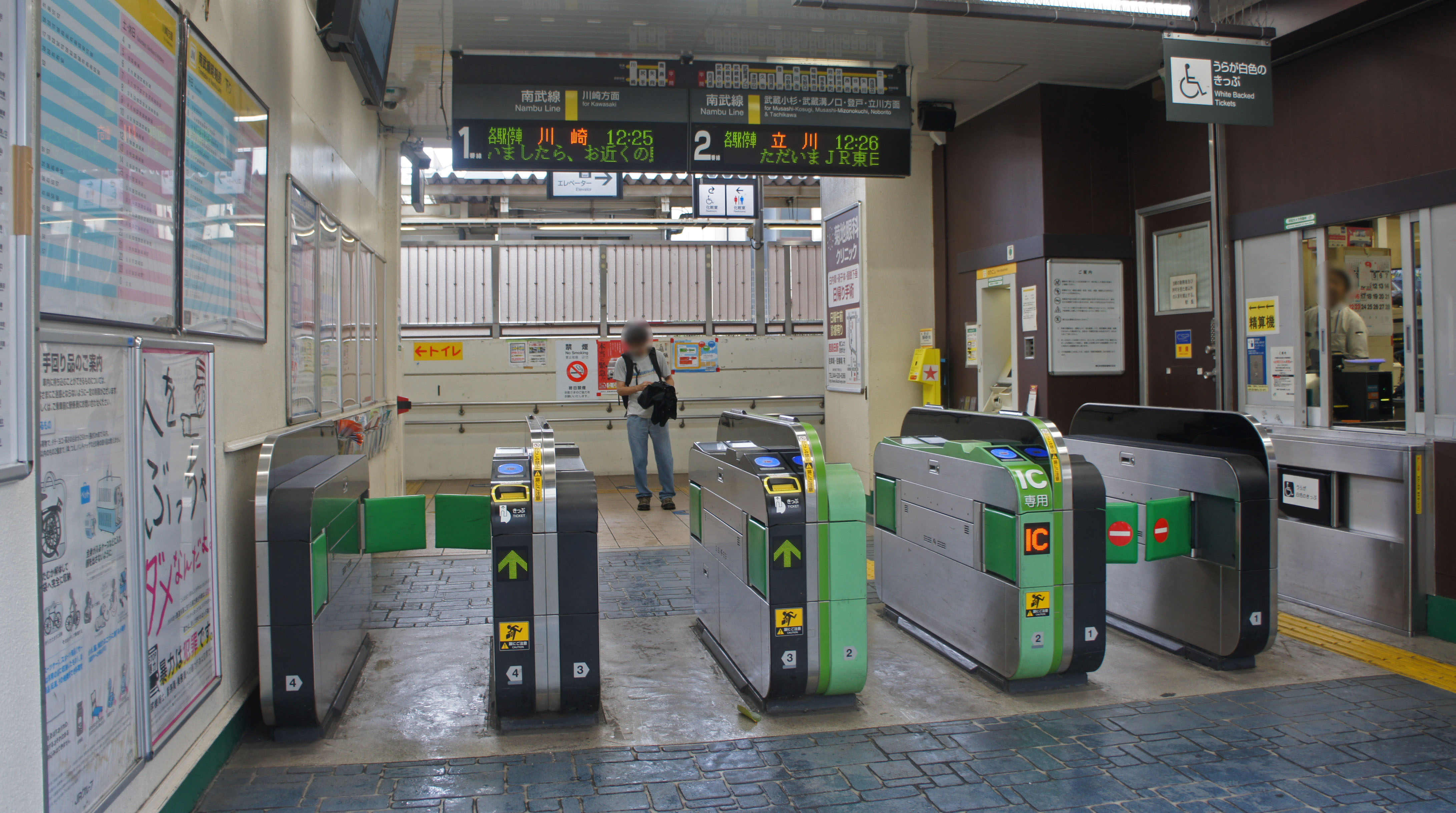
閘口（2019年9月）
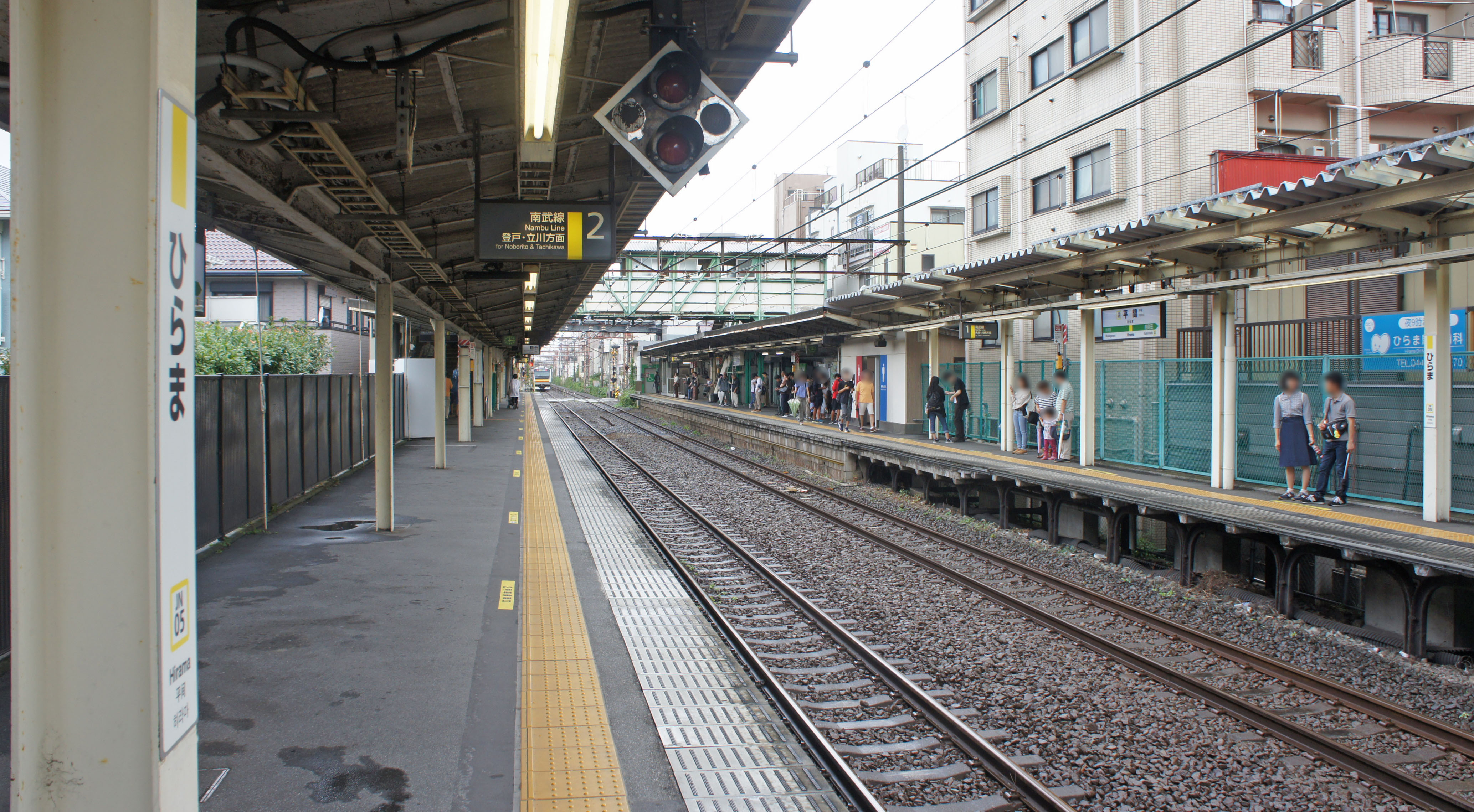
月台（2019年9月）

## 使用情況
2019年（令和元年）度的1日平均上車人次為14,930人。
近年的推移如下表。
| 年度               | 1日平均 上車人次 | 來源     |
| ------------------ | ---------------- | -------- |
| 1995年（平成07年） | 14,333           | [ * 1 ]  |
| 1996年（平成08年） | 14,068           |          |
| 1997年（平成09年） | 13,648           |          |
| 1998年（平成10年） | 13,302           | [ * 2 ]  |
| 1999年（平成11年） | 13,090           | [ * 3 ]  |
| 2000年（平成12年） | 13,046           | [ * 3 ]  |
| 2001年（平成13年） | 13,156           | [ * 4 ]  |
| 2002年（平成14年） | 13,241           | [ * 5 ]  |
| 2003年（平成15年） | 13,555           | [ * 6 ]  |
| 2004年（平成16年） | 13,748           | [ * 7 ]  |
| 2005年（平成17年） | 13,918           | [ * 8 ]  |
| 2006年（平成18年） | 14,154           | [ * 9 ]  |
| 2007年（平成19年） | 14,360           | [ * 10 ] |
| 2008年（平成20年） | 14,303           | [ * 11 ] |
| 2009年（平成21年） | 14,118           | [ * 12 ] |
| 2010年（平成22年） | 14,136           | [ * 13 ] |
| 2011年（平成23年） | 14,103           | [ * 14 ] |
| 2012年（平成24年） | 14,140           | [ * 15 ] |
| 2013年（平成25年） | 14,477           | [ * 16 ] |
| 2014年（平成26年） | 14,540           | [ * 17 ] |
| 2015年（平成27年） | 14,509           | [ * 18 ] |
| 2016年（平成28年） | 14,344           | [ * 19 ] |
| 2017年（平成29年） | 14,613           |          |
| 2018年（平成30年） | 14,779           |          |
| 2019年（令和元年） | 14,930           |          |

## 相鄰車站
東日本旅客鐵道（JR東日本）
 南武線
■快速
通過
■各站停車
鹿島田（JN 04）－平間（JN 05）－向河原（JN 06）

## 外部連結
- 車站資訊（平間）：東日本旅客鐵道（日語）